# Lemming (film)
Pour les articles homonymes, voir Lemming (homonymie).
Pour plus de détails, voir Fiche technique et Distribution.
Lemming est un film français réalisé par Dominik Moll, sorti le 11 mai 2005. 
Lemming a la même ambiance de suspense froid que le film précédent de Moll, Harry, un ami qui vous veut du bien.

## Synopsis
Alain Getty est un jeune et brillant ingénieur en domotique, co-inventeur d'une fabuleuse « petite web-cam volante » qui travaille au sein de l'entreprise Pollock SA. Avec sa femme Bénédicte au chômage (ayant quitté son travail de représentante pharmaceutique, elle s'occupe de la maison), ils sont récemment installés dans une nouvelle ville, « Bel-Air », en grande banlieue de Toulouse et reçoivent à dîner le patron d'Alain, Richard Pollock, et son épouse Alice. 
Les deux invités sont très en retard et une violente dispute entre Richard et Alice interrompt le repas. Cette rencontre perturbe l'harmonie du jeune couple.

La découverte du cadavre d'un mystérieux rongeur dans l'évacuation bouchée de leur évier semble aussi apporter une touche de mystère et de surnaturel dans leur vie bien rangée, d'autant plus qu'il s'agit d'un lemming d'Europe, espèce présente seulement au nord du cercle polaire.
Alice s'impose brutalement dans leur vie jusqu'à faire des avances à Alain et lui révéler que son mari a tenté de la tuer. Elle vient se suicider dans leur chambre d'amis en se tirant une balle dans la tempe, bouleversant le cours de leur vie.
Les jours suivants, Bénédicte change de comportement. Semblant être possédée par Alice, elle s'éloigne progressivement de son mari et va coucher avec Richard.
La situation du couple redevient normale quand Pollock se suicide à son tour, que le lemming est retrouvé mort et que le couple découvre que l'animal s'était échappé de la maison des voisins, leur fils l'ayant rapporté lors de leurs vacances en Scandinavie.

## Fiche technique
- Titre : Lemming
- Réalisation : Dominik Moll
- Scénario : Gilles Marchand et Dominik Moll
- Production : Michel Saint-Jean
- Budget : 5,33 millions d'euros
- Musique : David Whitaker
- Photographie : Jean-Marc Fabre
- Montage : Mike Fromentin
- Décors : Michel Barthélémy
- Son : Gérard Lamps
- Pays d'origine :  France
- Format : couleur - 1,85:1 - DTS / Dolby Digital - 35 mm
- Lieu de tournage : Haute-Garonne, Toulouse
- Genre : thriller, drame
- Durée : 129 minutes
- Dates de sortie : 11 mai 2005 (France et festival de Cannes), 8 juin 2005 (Belgique)
  - Film tous publics avec avertissement lors de sa sortie en France.

## Distribution
- Laurent Lucas : Alain Getty
- Charlotte Gainsbourg : Bénédicte Getty
- Charlotte Rampling : Alice Pollock
- André Dussollier : Richard Pollock
- Jacques Bonnaffé : Nicolas Chevalier
- Natacha Boussaa : Une call-girl

## Production
Le film a été tourné au lotissement des « Hauts de Toulouse » à Toulouse, dans la Haute-Garonne, ainsi qu'à Laruns dans les Pyrénées-Atlantiques.

## Distinctions
- Festival de Cannes 2005 : Sélection officielle, en compétition.
- Nomination au prix de la meilleure actrice pour Charlotte Rampling lors des Prix du cinéma européen 2005.